# Lato (traghetto)
La Lato era una nave traghetto, appartenuta alla compagnia di navigazione Anek Lines dal 1987 al 2015.

## Servizio
Varata nel 1975 in Giappone come Daisetsu, venne utilizzata per collegamenti tra Nagoya, Sendai e Tomokamei per dieci anni, venendo allungata, nel 1980, di 12,5 metri. Venduta ad un'altra compagnia giapponese nel 1985, fu ribattezzata Varuna e messa in servizio tra Muroran (porto dell'isola di Hokkaidō) e Oarai (sull'isola di Honshū). Nel 1987 venne acquistata dalla Anek Lines, che la sottopose a dei consistenti lavori di rifacimento per trasformare la nave in un cruise ferry. Il traghetto, rinominato Lato, diventò la nave ammiraglia della compagnia cretese, rimanendo tale fino all'arrivo della El. Venizelos nel 1992. I lavori durarono fino al 1989, quando la compagnia cretese, fino a quel momento attiva solo nelle linee interne greche, utilizzò la Lato e la similmente ristrutturata Lissos per introdursi nei collegamenti tra Grecia e Italia, immettendo le due navi sulla rotta Ancona - Igoumenitsa - Corfù - Patrasso.
La Lato rimase in servizio su questa linea fino al 1997, quando venne sostituita dalle gemelle Kriti I e Kriti II e spostata sui collegamenti tra il Pireo e Creta.
A marzo del 2007, a causa del cattivo tempo, la nave andò a sbattere contro il molo nel porto di Candia. Nell'estate dello stesso anno fu noleggiata alla algerina CNAN, subendo però un guasto ai motori che ne provocò il rientro ai cantieri Perama del Pireo per le riparazioni a settembre. Rientrata in servizio nei collegamenti con Creta, nel 2012 fu fermata e nella stagione estiva fu noleggiata ad una compagnia di navigazione albanese, che la utilizzò in un servizio stagionale verso l'Italia.
Nel 2014 viene noleggiata per la stagione estiva al consorzio Go in Sardinia per essere impiegata nei collegamenti tra Livorno, Olbia ed Arbatax. Tuttavia, poco prima di essere rimessa in servizio la nave subisce un guasto all'albero motore, rimanendo in Grecia in attesa di riparazioni e venendo sostituita nel noleggio dal compagno di flotta Sophocles V.
A febbraio 2016 viene venduto alla Laton Shipping SA e ribattezzato Laton.
Le riparazioni necessarie al rientro in servizio non vennero mai effettuate e nel giugno 2018 la nave partì a rimorchio verso i cantieri di demolizione con il nome di Talaton, giungendo ad Aliağa il 20 giugno.